# Паренский, Александр Тихонович
Паренский Александр Тихонович (5 сентября 1925 года, в дер. Пушкарка, Бузулукского уезда, Самарской губернии — 12 декабря 2004 года) — советский партийный и государственный деятель, доктор экономических наук, с 1956 по 1961 год первый секретарь Ставропольского—Тольяттинского горкома ВКП(б), с 1957 по 1958 год председатель Ставропольского—Тольяттинского горисполкома совета депутатов трудящихся, ныне города Тольятти.

## Биография
Родился 5 сентября 1925 года в деревне Пушкарка, Бузулукского уезда, Самарской губернии, в школу пошёл в 1933 году.
Отец Тихон Паренский работал весовщиком на элеваторе в райцентре. Сестра Нина Тихоновна Краснослободцева(Паренская), был старший брат Василий [кто?]
В пионерском лагере был принят в пионеры
Участвовал в Великой Отечественной войне, с 1947 член партии ВКП(б) → КПСС
Окончил Куйбышевский плановый институт
1951—1954 год секретарь партийной организации, начальник планового отдела района, промышленного и гражданского строительства левобережного Куйбышевгидростроя
1954—1955 год секретарь Ставропольского—Тольяттинского горкома ВКП(б)
1955—1957 год второй секретарь Ставропольского—Тольяттинского горкома ВКП(б)
1957—1958 год избран председателем Ставропольского—Тольяттинского горисполкома совета депутатов трудящихся
1956—1961 год избран первым секретарём Ставропольского—Тольяттинского горкома ВКП(б)
1967—1972 год заведующий лаборатории Всесоюзного научно-следовательского института нерудных материалов (ВНИИнеруд)
1972—1981 год заведующий кафедрой Тольяттинского политехнического института
С 1980—2001 год заведующий кафедры экономики и социологии труда Куйбышевского планового института, доктор экономических наук. В период перестройки и либеральных реформ, в 1991 году институт был переименован в «Самарскую государственную экономическую академию» в которой Александр Паренский продолжал свою работу до 2001 года, являлся членом социологической ассоциации Российской Федерации.
Скончался в 12 декабря 2004 года, похоронен Москве. [где?]

### Награды и память
Награждён Орденом Трудового Красного Знамени